# 软媒体
软媒体（英語：Soft media）分发的内容以评论、娱乐、艺术和生活方式为主。软媒体可以以电视节目、杂志或印刷文章的形式传播到各地。来自软媒体的传播被称为软新闻，而如果新闻内容严肃，则为硬新闻。
软新闻被定义为以娱乐或实用资讯为主的新闻。新闻的软硬经常被比较，约翰扎勒将后者定义为“涉及国家领袖、重大事件或问题，亦或特大刑事案件或自然灾害”。虽然二者皆旨在为受众提供资讯，但两者包含的内容和传播方法亦不一致。通过软媒体形式传播的软新闻通常包含在娱乐节目或娱乐资讯报刊。

## 背景
与软媒体相关的术语有很多，其中包括软新闻和信息娱乐。这些在很大程度上是软媒体的衍生。不论软硬，媒体的基本作用都是为公众提供信息。虽然媒体角色不变，但形式并不受限。对于许多美国人来说，随着新闻机构将其广播与新闻节目娱乐化，软硬媒体之间的界限日趋模糊。这些新闻机构中的许多都创建了一个叙述，从早上开台到晚间的一段时间都会播放娱乐内容。
在2004年美国总统选举期间，很多娱乐和生活风格杂志（如时尚、女士家杂志和O: 奥普拉杂志）开始涉足政治领域。这说明美国各媒体正在成为政策和政治信息的提供者。

## 效果
美国人平均每天电视收视时间超过五个小时。在此期间，他们提供硬新闻直接或通过软新闻间接关注政治、外交和政策的新闻和资讯。这些主题穿插在黄金时段的各种节目之中，尤其是在国家爆发政治危机之时。研究表明，在这种情况下报道的新闻会吸引与政治保持距离的人开始关注相关事宜。总体而言，更多的人习惯收视硬新闻。但是，与政治参与度高的人相比，那些政治参与度较低的人可以从软新闻中获得更多信息。
研究还表明，接触软新闻会影响消费者的态度。软媒体已被证明可以增加特定候选人的支持度，与候选人的政见和承诺相比，软媒体对与政治保持距离的人具有更大的吸引力。例如，在2000年美国总统大选中，研究人员发现，在白天的脱口秀节目中，不涉及政治的人可能会发现节目中的候选人可能比其他候选人更加讨喜。研究表明，政治外人士不考虑政治立场和政策是否符合个人利益，而是看他的讨喜程度。
在澳大利亚进行的一项研究得出结论，除了体育新闻，硬新闻比软新闻更受关注。而且该结论几乎适用于任何年龄段的人。由于软新闻的关注率低下，对因软新闻的公众参与而增加的支持率常常不被统计进总支持率中。
在另一项研究软新闻报道对投票行为的影响的研究中，提出了奥普拉效应，这表明收视、收听或阅览软新闻对政治外人士的投票计划有积极影响。除此之外，鲍姆和贾米森的研究发现，在软媒体上观看候选人的政见发表会也会影响他们的投票意愿。